# Air Supply (álbum)
Air Supply es el nombre del octavo álbum de estudio de la banda de soft rock australiana homónima. Fue editado por Arista en 1985, donde se desprenden los sencillos: "Just as I Am" y "The Power of Love" para la versión de la cantante Jennifer Rush.

## Lista de canciones
1. Just as I Am (Hegel, Wagner) - 4:46
2. I Can't Let Go (Russell, Steinberg) - 3:50
3. The Power of Love (You Are My Lady) (Applegate, Derouge, Mende, Rush) - 5:22
4. After All (Swirsky, Wagner) - 3:40
5. I Wanna Hold You Tonight (Russell, Cromwell, Rarick) - 3:45
6. Make It Right (Russell, Cromwell, Rarick) - 3:48
7. When the Time Is Right (Russell, Milne) - 4:51
8. 4th of July Asbury Park (Sandy) - (Springteen) - 4:17
9. Great Pionner (Russell, Milne) - 4:11
10. Black and Blue (Russell, Cromwell, Rarick) - 3:58
11. Sunset (Russell) - 2:49
12. Never Fade Away (Russell) - 4:40

- Datos: Q3283054